# راتواتا
راتواتا (انگلیسی: Ratwatta) روستایی در کشور سری‌لانکا است.